# Ashes You Leave
Ashes You Leave é uma banda de doom metal e gothic metal da Croácia formada em 1995, atualmente tendo contrato com a Rock 'n' Growl Records. A banda já lançou duas demos e sete álbuns de estúdio.

## História
A banda foi formada em 1995 com o nome de Icon. Sob essa alcunha, uma demo foi lançada, intitulada ...But Dreaming. Depois que seus integrantes descobriram outra banda com o mesmo nome, decidiram mudar o seu para Ashes You Leave. Esse nome é em referência à oitava canção do álbum The Ethereal Mirror da banda inglesa de doom metal Cathedral. Logo depois, o grupo lançou sua segunda demo em 1996 chamada The Kingdom Before the Lies. A banda assinou contrato com as gravadoras norueguesas Effigy Records e Arctic Serenades, mas não lançou nenhum material a partir delas. Então a banda assinou com a gravadora alemã  Morbid Records e lançou seu álbum de estreia The Passage Back to Life, em 1998. 
Nos dois anos seguintes lançaram, lançaram seus segundo e terceiro álbuns pela mesma gravadora, chamados Desperate Existence (1999) e The Inheritance of Sin and Shame (2000). As vendas do terceiro superaram as dos dois primeiros e fizeram a banda embarcar numa turnê europeia para promover o disco. Depois, a vocalista principal, Dunja Radetic, deixou a banda e foi substituída por Marina Zrilic, 
que fez os vocais no próximo álbum Fire, lançado em 2002. Depois de tocar em vários festivais, a vocalista decidiu se retirar do Ashes You Leave para dedicar-se aos seus estudos de técnica vocal. Logo depois, Tamara Mulaosmanovic entrou na banda como vocalista e tecladista. Após começarem a gravar em março de 2006, o álbum Songs of the Lost foi lançado em 2009, dessa vez através da gravadora Sleaszy Rider Records. Em 2011 a banda assinou contrato com a Rock N Growl Records, lançando através dela no ano seguinte seu sétimo álbum de estúdio The Cure for Happiness e seu primeiro single "For the Heart, Soul and Mind".

## Integrantes

### Membros atuais[4]
- Giada “Jade” Etro – vocal
- Berislav Poje – guitarra e vocal
- Marta Batinic – violino
- Luka Petrovic – baixo
- Sasha Vukosav – bateria

### Ex-integrantes[2]
- Dunja Radetic – flauta e vocal
- Neven Mendrila – guitarra
- Kristijan Milic – baixo
- Vladimir Krstulja – teclado e vocal
- Damir Cencic – guitarra
- Matija Rempesic – guitarra
- Gordan Cencic – bateria
- Dalibor "Insanus" Franjkic – bateria
- Tamara Mulaosmanovic – vocal e teclado

## Discografia

### como Icon
- ...But Dreaming (demo, c. 1995)

### como Ashes You Leave
- The Kingdom Before the Lies (demo, 1996)
- The Passage Back to Life (1998)
- Desperate Existence (1999)
- The Inheritance of Sin and Shame (2000)
- Fire (2002)
- Songs of the Lost (2009)
- The Cure for Happiness (2012)[5]